# Tân Hiệp, Biên Hòa
Tân Hiệp là một phường thuộc thành phố Biên Hòa, tỉnh Đồng Nai, Việt Nam.

## Địa lý
Phường nằm ở phía Đông thành phố Biên Hòa, cách trung tâm thành phố khoảng 4 km, nằm gần các khu công nghiệp lớn của tỉnh và thành phố.
- Phía Đông giáp phường Long Bình
- Phía Tây giáp phường Tân Tiến
- Phía Tây Nam giáp phường Tân Mai
- Phía Nam giáp các phường Tam Hòa, Tam Hiệp
- Phía Bắc giáp phường Trảng Dài
- Phía Đông Bắc giáp phường Hố Nai.

Phường có diện tích 3,47 km², dân số năm 2024 là 37.993 người, mật độ dân số đạt 10.949 người/km².

## Giao thông
Các tuyến đường chính trên địa bàn phường: Quốc lộ 1, đường Nguyễn Ái Quốc, đường Đồng Khởi.

## Hành chính
Phường Tân Hiệp được chia thành 6 khu phố: 1, 1A, 2, 3, 4, 5.

## Lịch sử
Phường Tân Hiệp được chia thành 5 khu phố: 1, 2, 3, 4, 5.
Ngày 29 tháng 12 năm 2016, Uỷ ban Nhân dân tỉnh Đồng Nai ban hành Quyết định 4547/QĐ-UBND, trong đó thành lập khu phố 1A trên cơ sở một phần diện tích khu phố 1.